# Katastrofa górnicza w Copiapó
Katastrofa górnicza w Copiapó (zwana również katastrofą górniczą w San José) – katastrofa wywołana tąpnięciem, jakie miało miejsce 5 sierpnia 2010 roku w kopalni miedzi i złota San José, położonej nieopodal Copiapó, na pustyni Atakama, 830 km na północ od Santiago, stolicy Chile. Właścicielem kopalni jest przedsiębiorstwo górnicze Compañía Minera San Esteban Primera.
W wyniku tąpnięcia 33 górników zostało uwięzionych pod ziemią w komorze górniczej o powierzchni 50 metrów kwadratowych. Po siedmiu nieudanych próbach 22 sierpnia 2010 udało się w końcu wydrążyć otwór szerokości 15 cm, dzięki któremu nawiązano kontakt z zasypanymi. Górnicy znajdujący się od kilkunastu dni 625 metrów pod ziemią otrzymali wówczas pierwszą partię jedzenia, wody i tlenu. Tym samym otworem uwięzieni otrzymali również leki, mikrofony do komunikacji z rodzinami oraz kwestionariusze, dzięki którym ustalony został stan zdrowia każdego z nich. Uwięzieni mężczyźni otrzymywali również marihuanę oraz pornografię – z racji długiego uwięzienia było to konieczne dla rozładowania frustracji mężczyzn.

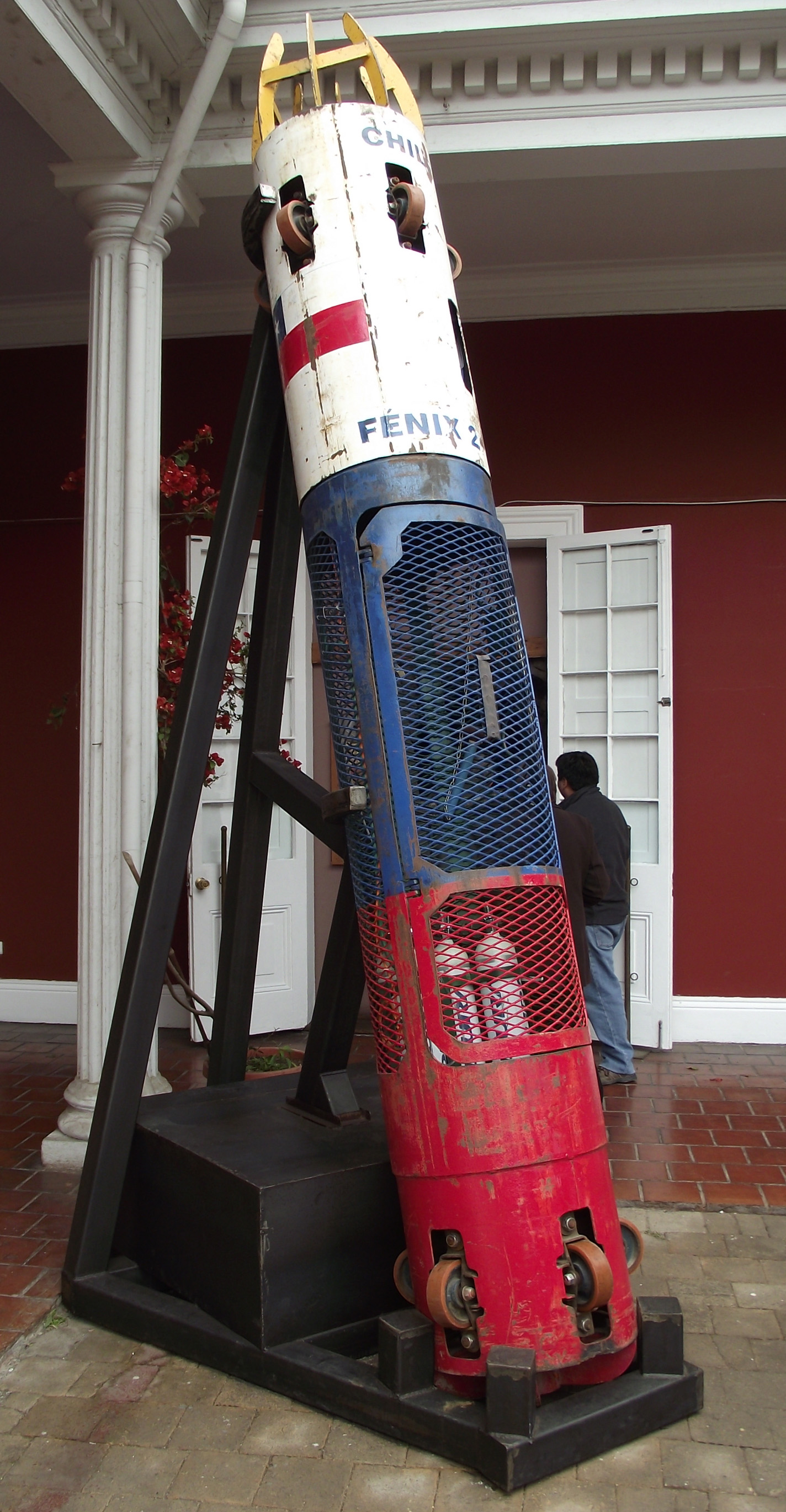
Kapsuła Fenix 2

Górnicy przetrwali pod ziemią rekordowy okres 69/70 dni. Właściwa akcja ratownicza rozpoczęła się 12 października czasu lokalnego, po wcześniejszym wydrążeniu odpowiedniego tunelu.
Górnicy zostali przetransportowani na powierzchnię w specjalnej kapsule ratowniczej „Feniks 2”. Urządzenie miało 3,9 m wysokości, 54 cm średnicy i ważyło 420 kg. Na dole kapsuły znajdowały się trzy pojemniki ze sprężonym powietrzem, które jak wyliczono powinny wystarczyć na 90 minut. W czasie ewakuacji górnicy zakładali specjalnie zaprojektowane kombinezony z aparaturą do mierzenia ciśnienia, tętna i innych parametrów, która  przekazywała te dane ekipie lekarskiej. Całą podróż na powierzchnię górnicy odbywali z zamkniętymi oczami, a zaraz po opuszczeniu kapsuły zakładali specjalne okulary przeciwsłoneczne, chroniące przed uszkodzeniem wzroku odzwyczajonego od światła.

## Tąpnięcie
Tąpnięcie nastąpiło o 14:00 czasu lokalnego (UTC-3) 5 sierpnia 2010 r. Dostęp do najniższych poziomów kopalni odbywał się długą, spiralną drogą. Grupa znajdująca się bliżej wejścia uciekła, ale druga grupa 33 mężczyzn została uwięziona głęboko w środku. Uwięzieni górnicy próbowali uciec przez szyby wentylacyjne, ale nie było tam wymaganych drabin spełniających wymogi bezpieczeństwa. Luis Urzúa, kierownik zmiany dyżuru, zebrał swoich ludzi w pomieszczeniu zwanym "schronieniem" i rozdysponował pomiędzy nich pożywienie.

## Początkowe poszukiwania
Ratownicy próbowali ominąć skałę w głównym wejściu za pomocą otworów wentylacyjnych, ale odkryli, że każda z możliwych tras jest zablokowana przez kamienie, które osypały się z góry, lub zagrożona z powodu możliwości przesunięcia się skał. Po drugim tąpnięciu 7 sierpnia, ratownicy zmuszeni byli do używania ciężkiego sprzętu w czasie prób uzyskania dostępu do uwięzionych przez szyb wentylacyjny. Ze względu na obawy, że dodatkowe próby udrożnienia tej trasy spowodują dalszy ruch geologiczny, wstrzymano starania o dotarcie do górników przez wcześniej istniejące szyby.
Wywiercono otwory o średnicy około 16 centymetrów (6,3 cala) w celu odnalezienia górników. Nieaktualne mapy szybu skomplikowały działania ratownicze. Ze względu na ekstremalną głębokość wiercenia i wyjątkowo twardą skałę kilka odwiertów przewiercono poza celem. 19 sierpnia jedna z sond dotarła do głębokości, na której górnicy zostali uwięzieni, ale ratownicy nie zdobyli żadnej informacji o oznakach życia.
Przez wiele dni górnicy słyszeli zbliżające się wiertła i przygotowywali wiadomość dla ratowników. 22 sierpnia ósmy odwiert przekopał się na głębokość 688 metrów (2 257 stóp), na pochylni w pobliżu schronu, gdzie przebywali górnicy. Mężczyźni przyczepili wiadomość do czubka wiertła taśmą izolacyjną. Uderzali też w wiertło, by dać sygnał ratownikom na górze, zanim zostało ono wyciągnięte. Po wydobyciu wiertła została na nim znaleziona notatka o treści: „Estamos bien en el refugio los 33” (po polsku: „Mamy się dobrze, [jesteśmy] w schronisku. Jest nas 33”). Słowa te stały się motto przetrwania górników i działań ratowniczych. Kilka godzin później kamery wideo umieszczone w odwiercie uchwyciły pierwsze ziarniste, czarno-białe, ciche obrazy górników.

## Akcja ratunkowaSan Lorenzo
Działania ratownicze mające na celu wyciągnięcie górników rozpoczęły się we wtorek, 12 października o 19:00 czasu lokalnego (UTC-3). Akcji nadano nazwę Operación San Lorenzo (operacja Św. Wawrzyńca) na cześć patrona górników. Początkowo nastąpiło trzygodzinne opóźnienie podczas przeprowadzania ostatecznych testów bezpieczeństwa. O 23:18 (UTC-3) pierwszy ratownik, Manuel González, doświadczony ekspert w dziedzinie ratownictwa i pracownik Codelco, został opuszczony do kopalni. Podczas 18-minutowego zjazdu oczekujące rodziny i członkowie ekipy ratowniczej odśpiewali Canción Nacional, hymn narodowy Chile. González przybył do zapadniętej kopalni i skontaktował się z górnikami o 23:36.

### Przygotowanie
Chociaż urzędnicy chilijscy starali się maksymalnie zmniejszyć ryzyko związane z wydobyciem ocalałych osób, podczas wyciągania na powierzchnię górnicy nadal musieli być czujni, żeby pomóc ratownikom wyeliminować ewentualne problemy. W rezultacie, zgodnie z planem ratunkowym, pierwsi czterej mężczyźni, którzy mieli zostać wydostani przez wąski szyb, mieli jak najlepiej poinformować zespół ratunkowy o warunkach na trasie. Gdy czterej mężczyźni pojawili się na powierzchni, ratowanie pozostałych kontynuowano we wcześniej ustalonej kolejności.

### Procedury
Każdy górnik sześć godzin przed wyjazdem na powierzchnię przechodził na dietę płynną, bogatą w cukry, minerały i potas. Każdy zażywał aspirynę, aby pomóc w zapobieganiu powstawaniu zakrzepów krwi i nosił pas, pomagający ustabilizować ciśnienie krwi. Górnicy otrzymali również kombinezony odporne na wilgoć i okulary przeciwsłoneczne, aby chronić przed nagłym narażeniem na światło słoneczne. Kapsuła „Fenix 2” zawierała maski tlenowe, monitory serca i kamery wideo. Gdy górnik został przyczepiony do kapsuły o szerokości 21 cali (53 cm), wznosił się około 1 metra na sekundę, docierając na powierzchnię w czasie od 9 do 18 minut. Prezydent Chile Piñera był obecny przy wydobyciu każdego górnika podczas 24-godzinnej akcji ratunkowej.
Po sprawdzeniu podstawowych czynności życiowych każdy z górników został przeniesiony na noszach do szpitala polowego w celu wstępnej oceny; nikt nie potrzebował natychmiastowego leczenia. Później zabrano ich helikopterem do Szpitala Copiapó, oddalonego o 60 km (37 mil) na obserwację trwającą od 24 do 48 godzin.

### Akcja ratunkowa
Pierwszy zjazd próbny miał miejsce poprzedniego dnia, a kapsuła zatrzymała się zaledwie 15 metrów przed końcem szybu.
Pierwotny plan zakładał zejście dwóch ratowników do kopalni przed wyjazdem pierwszego górnika na powierzchnię. Jednak aby uniknąć opóźnień, do kopalni pierwszym zjazdem zjechał tylko jeden ratownik: González. Ratownicy postanowili od razu wywieźć na powierzchnię pierwszego górnika w powracającej kapsule.
Po kolejnej kontroli bezpieczeństwa, 15 minut później, górnik Florencio Ávalos rozpoczął swój wyjazd z kopalni. Kamery telewizyjne zarówno wewnątrz kopalni, jak i na powierzchni uchwyciły to wydarzenie i transmitowały je na cały świat. Jako ostatni na powierzchnię wyszedł Luis Urzúa.
Przewidywano, że każdy przejazd kapsuły ratowniczej, w górę lub w dół, zajmie 15 minut, dając całkowity czas 33 godzin na operację ratunkową. W praktyce po pierwszych kilku zjazdach kapsuły okazało się, że podróż może być krótsza niż przewidywane 15 minut, a każdy cykl ratunkowy powinien trwać krócej niż 1 godzinę.
Dużą chilijską flagę, która wisiała w kopalni podczas akcji ratunkowej, wywiózł na powierzchnię Luis Urzúa. Po wydobyciu wszystkich górników ratownicy w komorze kopalni widzieli napis „Misión cumplida Chile” („Misja zrealizowana w Chile”). Manuel González był pierwszym ratownikiem, który dotarł na miejsce i ostatnim, który je opuścił. Pod ziemią spędził 25 godzin i 14 minut. Ratownicy potrzebujący snu spali w kopalni, aby uniknąć niepotrzebnych wyjazdów kapsuły na powierzchnię, opóźniających ratowanie górników. Kiedy wyjechał z kopalni ostatni ratownik, prezydent Piñera przykrył szczyt szybu ratowniczego metalową pokrywą. W sumie Fénix 2 odbył 39 podróży w obie strony, pokonując dystans około 50 kilometrów (31 mil).

### Górnicy oraz ratownicy będący na dole
Przed rozpoczęciem akcji ratunkowej uwięzieni górnicy zostali podzieleni na trzy grupy w celu ustalenia kolejności ich wydobywania. Pierwszą grupą byli „hábiles” (wykwalifikowani), drugą – „débiles” (słabi), a trzecią – „fuertes” (silni). Ten podział opierał się na teorii, że pierwszymi górnikami, którzy będą wyciągani, powinni być ci, którzy są bardziej wykwalifikowani i mają najlepszą kondycję fizyczną, ponieważ byliby lepiej przygotowani do ucieczki bez pomocy w przypadku nieprawidłowego działania kapsuły lub zapadnięcia się szybu. Uważano także, że będą w stanie jaśniej przekazać ratownikom wszelkie inne problemy, których będą świadomi. Drugą grupę stanowili górnicy z problemami medycznymi, starsi mężczyźni i osoby z problemami psychicznymi. Ostatnia grupa składała się z osób silnych psychicznie, ponieważ musieli oni wytrzymać najdłużej w samotności.
Kolejność ratowania została przedstawiona poniżej.
|     | Uratowani górnicy   | Uratowani górnicy        | Uratowani górnicy          |
| Lp. | Imię górnika        | Wiek w chwili uratowania | Godzina uratowania (UTC-3) |
| --- | ------------------- | ------------------------ | -------------------------- |
| 1   | Florencio Ávalos    | 31                       | 00:11                      |
| 2   | Mario Sepúlveda     | 40                       | 01:10                      |
| 3   | Juan Andrés Illanes | 52                       | 02:07                      |
| 4   | Carlos Mamani       | 24                       | 03:11                      |
| 5   | Jimmy Sánchez       | 19                       | 04:11                      |
| 6   | Osmán Araya         | 30                       | 05:35                      |
| 7   | José Ojeda          | 46                       | 06:22                      |
| 8   | Claudio Yáñez       | 34                       | 07:04                      |
| 9   | Mario Gómez         | 63*                      | 08:00                      |
| 10  | Álex Vega           | 31                       | 08:53                      |
| 11  | Jorge Galleguillos  | 56                       | 09:31                      |
| 12  | Edison Peña         | 34                       | 10:13                      |
| 13  | Carlos Barrios      | 27                       | 10:55                      |
| 14  | Víctor Zamora       | 33                       | 11:32                      |
| 15  | Víctor Segovia      | 48                       | 12:08                      |
| 16  | Daniel Herrera      | 27                       | 12:50                      |
| 17  | Omar Reygadas       | 56                       | 13:39                      |
| 18  | Esteban Rojas       | 44                       | 14:49                      |
| 19  | Pablo Rojas         | 45                       | 15:28                      |
| 20  | Darío Segovia       | 48                       | 15:59                      |
| 21  | Yonni Barrios       | 50                       | 16:31                      |
| 22  | Samuel Ávalos       | 43                       | 17:04                      |
| 23  | Carlos Bugueño      | 27                       | 17:33                      |
| 24  | José Henríquez      | 54                       | 17:59                      |
| 25  | Renán Ávalos        | 29                       | 18:24                      |
| 26  | Claudio Acuña       | 44                       | 18:51                      |
| 27  | Franklin Lobos      | 53                       | 19:18                      |
| 28  | Richard Villarroel  | 27                       | 19:45                      |
| 29  | Juan Carlos Aguilar | 49                       | 20:13                      |
| 30  | Raúl Bustos         | 40                       | 20:37                      |
| 31  | Pedro Cortez        | 26                       | 21:02                      |
| 32  | Ariel Ticona        | 29                       | 21:30                      |
| 33  | Luis Urzúa          | 54                       | 21:55                      |

|     | Ratownicy którzy zeszli na dół. | Ratownicy którzy zeszli na dół.           | Ratownicy którzy zeszli na dół. | Ratownicy którzy zeszli na dół. | Ratownicy którzy zeszli na dół. | Ratownicy którzy zeszli na dół. |
| Lp. | Ratownik                        | Organizacja                               | Czas zjazdu (UTC-3)             | Czas wyjazdu (UTC-3)            | Czas spędzony w kopalni         | Zjazd w dół nr.                 |
| --- | ------------------------------- | ----------------------------------------- | ------------------------------- | ------------------------------- | ------------------------------- | ------------------------------- |
| 1.  | Manuel González                 | Kopalnia El Teniente                      | 12 października 23:18           | 14 października 00:32           | 25:14 godzin                    | 1                               |
| 2.  | Sierż. Roberto Ríos             | Chilijski Korpus Piechoty Morskiej        | 13 października 00:16           | 14 października 00:05           | 23:49 godzin                    | 2                               |
| 3.  | Kpr. Patricio Robledo           | Chilijski Korpus Piechoty Morskiej        | 13 października 01:18           | 13 października 23:42           | 22:24 godzin                    | 3                               |
| 4.  | Jorge Bustamante                | Kopalnia El Teniente                      | 13 października 10:22           | 13 października 23:17           | 12:55 godzin                    | 13                              |
| 5.  | Kpr. Patricio Sepúlveda         | GOPE (Specjalna grupa operacyjna policji) | 13 października 12:14           | 13 października 22:53           | 10:39 godzin                    | 16                              |
| 6.  | Pedro Rivero                    | Kopalnia Carola                           | 13 października 19:23           | 13 października 22:30           | 3:07 godziny                    | 28                              |